# RIDDLE JOKER
『RIDDLE JOKER』（リドル ジョーカー）は、ゆずソフトより2018年3月30日に発売されたPC用18禁恋愛アドベンチャーゲーム。ゆずソフトの第10作目。

## ストーリー

### プロローグ
かつて「超能力」と呼ばれていた力は、20世紀末、粒子の発見によって「アストラル」と改められ、超能力者もまた「アストラル使い」と呼ばれるようになる。
主人公でありアストラル能力使い、そして秘匿組織のエージェントである在原暁は、妹の在原七海と共にアストラル技術に関する研究を行う学院「橘花学院」に潜入する指令を下された。

### 共通シナリオ
潜入してからしばらく経ったある日、暁は学生会長の三司あやせがアストラル反対派によって危機にさらされていることを知り、あやせを保護する任務を負うことになる。学園祭の日、あやせを危機から守った暁は、その後クラスメイトのあやせや二条院羽月、先輩の式部茉優、妹の七海や後輩の壬生千咲と仲を深めていく…

## 登場人物
在原 暁（ありはら さとる）
声 - 田村拓狼(ドラマCDのみ)
本作の主人公。表向きは一般的な学生だが、実際は秘匿組織に所属するエージェント。物語の舞台となる橘花学院に潜入する。
三司 あやせ（みつかさ あやせ）
声 - 沢澤砂羽
主人公の同級生。クラスメイトであり学生会長。誰にでも明るく振る舞う学院のアイドルであり、取材などにも対応する橘花学院の広告塔。主人公の正体を知るが、彼女自身も貧乳であることを知られてしまう。そのため、主人公に対してのみ、彼女の本当の闇を見せて接する。
在原 七海（ありはら ななみ）
声 - くすはらゆい
主人公の妹。ただし、お互いに幼少期に引き取られたため、血の繋がりはない。家事全般や、PCに関する知識等に長けている。あまり表には出していないがコスプレなどもする。
式部 茉優（しきべ まゆ）
声 - 西園純夏
留年を繰り返している学院の先輩。一方で、橘花学院から研究員として正式に雇用されており、学院内にある研究室で、アストラル能力の研究などを行っている。思ったことはつい口に出してしまうタイプ。
二条院 羽月（にじょういん はづき）
声 - 遥そら
主人公の同級生でありクラスメイト。また主人公が住むこととなる寮の寮長を務めている。父親が警察官という事もあり、責任感が強い。時代劇を凄く好むなど、同級生とは少しズレた趣味を持っている。
壬生 千咲（みぶ ちさき）
声 - 夏和小
学院の後輩であり、妹のクラスメイト。とても明るく、人懐っこい。七海曰く「光属性」らしい。

## 制作

### キャスティング
七海役にはくすはらゆいが起用された。
ゆずソフト代表のFamishinは「Getchu.com」内コラムに寄せたコメントの中で、普段は兄に対して暴言を吐くものの、言葉の端々から漏れ出す兄への想いを絶妙なニュアンスで演じてもらえてうれしかったと話している。
主人公の同級生・二条院羽月役にゆずソフトの別作品への出演実績のある遥そらが起用された。羽月はやや男性的なしゃべり方をするため、演じ方によってはきつい感じになってしまうおそれがあったが、遥の演技が良い意味で化学反応を起こしたとFamishinは「Getchu.com」内コラムに寄せたコメントの中で語っており、「むっつり」が出てしまった時の演技が良かったとも話している。

## スタッフ
- キャラクターデザイン・原画 - むりりん、こぶいち
- SD原画 - こもわた遙華
- シナリオ -  天宮りつ、砥石大樹、保住圭

## 主題歌
オープニングテーマ「astral ability」
作詞 - 中山♥マミ（Angel Note） / 作曲 - Famishin / 編曲 - 井ノ原智（Angel Note） / 歌 - 橋本みゆき、佐咲紗花
ギター - Asai Yasuo
三司あやせ エンディング「ゆびきり」
作詞 - Lise（Angel Note） / 作曲 - Famishin / 編曲：佐々倉マコト（Angel Note） / 歌 - 霜月はるか
在原七海 エンディング「ずっと」
作曲 - Famishin / 編曲・ギター - 椎名俊介（Angel Note） / 作詞・歌 - 葉月（Angel Note）
式部茉優 エンディング「初恋」
作曲 - Famishin / 編曲 - 森まもる（Angel Note） / 歌 - tohko
ギター - Asai Yasuo
二条院羽月 エンディング「恋だより」
作曲 - Famishin / 編曲 - 井ノ原智（Angel Note） / 作詞・歌 - 羽生みいな（Angel Note）
ギター - Asai Yasuo
壬生千咲 エンディング「陽だまり笑顔で」
作曲 - Famishin / 編曲 - 伊福部武史（Angel Note） / 作詞・歌 - 春風まゆき（Angel Note）
コーラス - 鈴木ルヒカ（Angel Note）、伊福部武史（Angel Note）、Famishin

## 関連商品
キャラクターソングVol.1『PERFECT GIRL』
01. キャラクターソング「PERFECT GIRL」
02. キャラクターソング「PERFECT GIRL」—カラオケバージョン（ハモリあり）—
03. キャラクターソング「PERFECT GIRL」—インストバージョン（ハモリなし）—
04. オリジナルミニドラマ～その1～「誰にも言えない、私の秘密」

キャラクターソングVol.2『Sympathy』
01. キャラクターソング「Sympathy」
02. キャラクターソング「Sympathy」—カラオケバージョン（ハモリあり）—
03. キャラクターソング「Sympathy」—インストバージョン（ハモリなし）—
04. オリジナルミニドラマ～その2～「ブラコンなんかじゃないですよ？」

キャラクターソングVol.3『強がるオトナのSecret Labo』
01. キャラクターソング「強がるオトナのSecret Labo」
02. キャラクターソング「強がるオトナのSecret Labo」—カラオケバージョン（ハモリあり）—
03. キャラクターソング「強がるオトナのSecret Labo」—インストバージョン（ハモリなし）—
04. オリジナルミニドラマ～その3～「年上でも恋がしたい」

キャラクターソングVol.4『大和撫子はあこがれ』
01. キャラクターソング「大和撫子は憧れ」
02. キャラクターソング「大和撫子は憧れ」—カラオケバージョン（ハモリあり）—
03. キャラクターソング「大和撫子は憧れ」—インストバージョン（ハモリなし）—
04. オリジナルミニドラマ～その4～「誰でも持ってる黒歴史」

RIDDLE JOKER オリジナルサウンドトラック
Disc01
01. astral ability (Title Version)
02. あやしげなるもの
03. Suspicion
04. Invisibly Faster
05. Usability of Ability
06. astral ability (Game Size)
07. Morning Light
08. 変わらない日常
09. Common Scenery
10. Emotion
11. やってもた
12. Take into Account
13. Search for Riddle
14. Accident Occurred
15. Approach Shadows
16. Conflict!
17. O・BA・KA・SAN
18. Happy Days
19. Always Fine!
20. Precious Memories
21. Happening!!
22. 鷲逗は今日も平和です
23. Creepy Wind
24. Hard Fight
25. Mastery
26. 優しさにつつまれて

Disc02
01. PERFECT GIRL (Instrumental Version)
02. Sympathy (Instrumental Version)
03. 強がるオトナのSecret Labo (Instrumental Version)
04. 大和撫子は憧れ (Instrumental Version)
05. 陽だまり笑顔で (Instrumental Version)
06. PERFECT GIRL (Quiet Version)
07. Sympathy (Quiet Version)
08. 強がるオトナのSecret Labo (Quiet Version)
09. 大和撫子は憧れ (Quiet Version)
10. 陽だまり笑顔で (Quiet Version)
11. Investigation
12. Astral Power
13. Dark Clouds
14. astral ability (Guitar Version)
15. 匿せない気持ち
16. Honey Moon
17. 永い夢から
18. astral ability (Piano Version)
19. ゆびきり (Game Size)
20. ずっと (Game Size)
21. 初恋 (Game Size)
22. 恋だより (Game Size)
23. 陽だまり笑顔で (Game Size)

Disc03
01. astral ability
02. ゆびきり
03. ずっと
04. 初恋
05. 恋だより
06. 陽だまり笑顔で
07. astral ability (Karaoke Version)
08. ゆびきり (Karaoke Version)
09. ずっと (Karaoke Version)
10. 初恋 (Karaoke Version)
11. 恋だより (Karaoke Version)
12. 陽だまり笑顔で (Karaoke Version)
ドラマCD「在原七海はお兄ちゃんとつながりたい」
ドラマCD「壬生千咲はいつでも先輩を癒したい」

## 反響
2024年3月に全世界セールスが20万本を突破した。
また、七海役のくすはらゆいの人気も上がり、日本国外からファンレターが寄せられるほか、2024年3月時点においてもグッズやASMRなどが展開されている。